# Berndt Klyvare
Berndt Klyvare, född 24 september 1929, död 30 april 2008, var en svensk dokumentärfotograf och filmare. 
Han fotograferade åren 1954–1963 och var då en av de fotografer med samhällsdokumentär inriktning som satte sin prägel på svensk fotografi. Under åren 1963–1987 verkade han enbart som filmare men återupptog därefter fotografin. Berndt Klyvare var bosatt på Svartsö och dokumenterade sedan början av 1990-talet livet där. Hans arkiv ingår sedan 1998 i Nordiska museets samlingar.
Berndt Klyvares fotografier finns bland annat publicerade i böckerna Stadsbygd (1959), Stig Lindberg (1963) och Stadsbo (1989).
I egenskap av regissör, filmproducent, manusförfattare och fotograf var Klyvare involverad i ett flertal dokumentärer och barnfilmer för TV. Han stod för foto i TV-serien Tårtan.

## Regi (urval)
- 1967 – Magnus (TV-serie)
- 1975 – Vad ska Joel göra